# Mathias André
Mathias André, född 1950 är en svensk jurist med inriktning på affärsjuridik.

## Biografi
André avlade jur. kand. vid Lunds universitet 1975, fil.kand. (ekonomi) vid Lunds universitet 1976, Master of Law vid Harvard Law School, Boston, USA 1981 och jur. dr. vid Stockholms universitet 1984 på avhandlingen ”Marknadsföringsansvar” (huvudsakligen civilrätt). Han blev docent vid samma universitet samma år. Utöver avhandlingen har han skrivit artiklar i främst Svensk Juristtidning och festskrifter.
André var under studietiden ordförande vid Lunds studentkår (1974) och kurator vid Lunds nation (hösten 1972).
André arbetade efter doktorsexamen på dåvarande advokatbyrån Lagerlöf Leman  där han blev advokat och delägare. Han arbetade under ett antal år med finansbolag och fondkommissionärer men kom efterhand att inrikta sig på konkurrensrätt och arbetade då bland annat Posten, Telia och SJ.
År 1997 åtalades André för försäljning av så kallade skalbolag som han utfört åt en klient, ett norskt börsnoterat rederi. Han friades helt av tingsrätten  men fälldes i hovrätten . En avgörande förutsättning för fällande dom i huvudsakerna i målet, var att André skulle ha insett att det bolag som köpte skalbolagen hade svag ekonomi. André anser att hovrätten dömt honom felaktigt. ()